# Pilar (kommun i Brasilien, Alagoas, lat -9,62, long -36,06)
Pilar är en kommun i Brasilien.   Den ligger i delstaten Alagoas, i den östra delen av landet, 1 500 km nordost om huvudstaden Brasília. Antalet invånare är 33 312.
Följande samhällen finns i Pilar:
- Pilar

Omgivningarna runt Pilar är en mosaik av jordbruksmark och naturlig växtlighet. Runt Pilar är det ganska tätbefolkat, med 124 invånare per kvadratkilometer.